# Orchid Advocate
Orchid Advocate (abreviado Orchid Advocate) es una revista con ilustraciones y descripciones botánicas que es editada por la Cymbideum Society of America en Santa Bárbara, Arcadia, Carpentaria, en California desde el año 1975 hasta ahora, con el nombre de Orchid Advocate; Official Journal, Cymbideum Society of America. Fue precedida por Cymbidium Society News.